# Harpalus pumilus
Harpalus pumilus es una especie de escarabajo del género Harpalus, familia Carabidae. Fue descrita científicamente por Sturm en 1818.
Habita en Gran Bretaña, Dinamarca, Suecia, Francia, Bélgica, Países Bajos, Alemania, Suiza, Austria, Chequia, Eslovaquia, Hungría, Polonia, Letonia, Bielorrusia, Ucrania, España, Italia, Eslovenia, Bosnia y Herzegovina, Yugoslavia, Macedonia del norte, Albania, Grecia, Bulgaria, Rumania, Moldavia, Turquía, Georgia, Armenia, Azerbaiyán, Kazajistán, Kirguistán, China y Rusia.